# Tina Leung Kwok-Hing
Tina Leung Kwok-Hing of Tina Leung (Xining, 1945-Hongkong, 31 maart 2010) (jiaxiang: Guangdong, Xinhui) was een Hongkongse actrice. In de jaren zestig en zeventig was ze een beroemde actrice in films, televisieseries en televisieprogramma's. Tussen 1967 en 1972 was ze getrouwd met Ma Yizhang. In de jaren zestig en zeventig ging ze veelvuldig naar het Chinese vasteland. In de jaren zeventig ging ze naar het Chinese vasteland om cursussen over marxisme te volgen. Niet veel later verkocht ze al haar bezit om het te doneren aan de proletariërs. Dit schokte Hongkong zeer. In 2008 vertelde ze officieel dat ze in de jaren zestig voor de Chinese overheid had gespioneerd. In 2005 werd bij haar baarmoederhalskanker ontdekt. Vijf jaar later overleed ze op 65-jarige leeftijd. Ze liet een kind achter: Michael Ma.

## Televisieprogramma
- Tak Choh/得咗 (1967)
- Tik Naa Yuu Ngoh/狄娜與我
- Mong T'aai K'eej/蒙太奇(1972)
- Saj Suut Tôong Nien/細說當年(1980)
- Honderd jaar China/百年中國(2005)
- Be My Guest/志雲飯局(2006)
- The Rise of the Great Nations/大國崛起(2007)
- China Beat-Keuj Pien Saam Sap Nien/神州穿梭－巨變三十年(2008)

- Système universitaire de documentation: 229611036
- Virtual International Authority File: 645153653231055900006